# Умное здание
Умное здание — система, которая обеспечивает безопасность, ресурсосбережение и комфорт в здании для всех пользователей.
В простейшем случае она должна уметь распознавать конкретные ситуации, происходящие в здании, и соответствующим образом на них реагировать: одна из систем может управлять поведением других по заранее выработанным алгоритмам. Кроме того, от автоматизации нескольких подсистем обеспечивается синергетический эффект для всего комплекса.
Система подразумевает слаженную работу системы отопления и кондиционирования, а также контроль факторов, влияющих на необходимость включения или отключения указанных систем. Иными словами, в автоматизированном режиме в соответствии с внешними и внутренними условиями задаются и отслеживаются режимы работы всех инженерных систем и электроприборов.
В этом случае исключается необходимость пользоваться несколькими пультами при просмотре ТВ, десятками выключателей при управлении освещением, отдельными блоками при управлении вентиляционными и отопительными системами, системами видеонаблюдения и охранной сигнализации, моторизированными воротами и т. и д.

## История
В 1987 году в СССР был представлен проект радиоэлектронного оснащения жилища «СФИНКС», по своей сути напоминающий идею современного умного дома. Главной изюминкой проекта был главный центральный процессор, состоящий из нескольких блоков, а также пульты управления — «малый» пульт со съемным дисплеем и большой с псевдосенсорными клавишами. Как ручной, так и большой пульт содержат микрофоны управления голосом.
Проект был разработан в ВНИИТЭ и публиковался в нескольких журналах «Техническая эстетика».
В 1995 году разработчики технологий Java предрекали одним из основных назначений для этой технологии увеличения интеллекта бытовых приборов — например, холодильник сам будет заказывать продукты из магазина. Промышленного распространения эта идея не получила, но такие компании, как Miele и Siemens, уже выпускают бытовую технику с возможностью включения в «умный дом».
Осенью 2012 года компания Panasonic анонсировала полномасштабное производство систем управления энергией SMARTHEMS, предназначенных для «умных домов». Panasonic обещает ввести совместимость с системой HEMS во всю линейку своих бытовых приборов, таких как: кондиционеры, «умная» кухонная техника и системы горячего водоснабжения EcoCute.
Также, система AiSEG позволяет связать все оборудование и домашние устройства в единую сеть, организовав отображение информации о работе солнечных батарей, расходе электричества, газа и воды и автоматически контролируя работу бытовых приборов с помощью протокола ECHONET Lite.[значимость факта?]

## Техническая основа
Технической основой умных зданий является Автоматизированная система управления зданием (англ. Building Management System, BMS, нем. Gebaudeleittechnisksystem, GLT).
Она предназначена для автоматизации процессов и операций, которые реализуются в современных зданиях. Достаточно часто в литературе встречается употребление термина АСУЗ, как системы для автоматизации инженерных систем (или систем жизнеобеспечения) здания: вентиляции, отопления и кондиционирования, водоснабжения и канализации, электроснабжения и освещения, и т. д. В больших и сложных зданиях можно выделить несколько десятков инженерных систем.
Основными целями создания АСУЗ являются повышение безопасности, улучшение комфорта и обеспечение эффективности ресурсопотребления (в том числе за счет участия в управления спросом на электроэнергию). Это комплексная задача, часто имеющая под собой определённую (конкретную для компании, использующей здание) бизнес концепцию. Результат достигается за счет лучшего качества работы систем жизнеобеспечения здания при сокращении расходов на обслуживающий персонал.
В мире практически все современные объекты коммерческой недвижимости и жилые здания оснащаются АСУЗ. В России этот процесс только в начале своего развития.
Бытует мнение, что АСУЗ следует различать на системы для коммерческих объектов недвижимости и на системы для коттеджей, дач и отдельных квартир. Таким образом, как бы определяя два сектора рынка: автоматизация зданий и домашняя автоматизация.
При построении АСУЗ, как правило, реализуется три уровня автоматизации:
1. Верхний — уровень диспетчеризации и администрирования (Management Level) с базами данных и статистическими функциями, на котором осуществляется взаимодействие между персоналом (операторами, диспетчерами, пр.) и системой через человеко-машинный интерфейс, реализованный в основном на базе компьютерных средств и SCADA-систем. Этот же уровень должен отвечать за информационное взаимодействие с уровнем предприятия.
2. Средний — уровень автоматического (автоматизированного) управления (Automation Level) функциональными процессами, основными компонентами которого являются контроллеры управления, модули ввода-вывода сигналов и различное коммутационное оборудование.
3. Нижний — «полевой» уровень (уровень оконечных устройств) (Field Level) с функциями входа/выхода, включающий в себя датчики и исполнительные механизмы, а также кабельные соединения между устройствами и нижним-средним уровнями.

В мире разработаны сотни нормативных документов для стандартизации этой отрасли. Например, комплекс международных стандартов ISO 16484-XX (Building Automation and Control Systems).
В России к настоящему времени выпущены только первые три части в виде стандартов АВОК (Ассоциация инженеров по отоплению, вентиляции, кондиционированию воздуха, теплоснабжению и строительной теплофизике).
С 2013 года в России действует первый профильный ГОСТ — «Автоматизированные системы управления зданий и сооружений. Термины и определения».
Объём российского рынка АСУЗ составлял на конец 2010 года около 220—260 млн долларов (источник?).

## Автоматизация зданий в России и Европе
Основное различие в системах видится скорее в их конкретном предназначении и в подходе реализации.
| В Европе: - Предназначение: прежде всего энергосбережение и только потом комфорт - Подход: максимальная унификация - Установка: в Европе проекты автоматизации частных домов и квартир готовит сам разработчик и производитель систем, установкой занимаются обычные, но квалифицированные монтажники, работающие строго по схеме. | В России: - Предназначение: комфорт и имидж (для высокобюджетных проектов); простейшая охранно-пожарная сигнализация, иногда с функцией GSM-оповещения (для минимальных бюджетов). - Подход: строго индивидуальный. - Установка: установкой занимаются специалисты. Как правило, они работают со многими производителями систем автоматизации, это позволяет подбирать систему оптимально для решения поставленных задач. Эти же специалисты занимаются[проектированием, продажей, монтажом, запуском и в дальнейшем обслуживанием клиентов построенного умного дома. |

В настоящее время ситуация изменилась, появились российские разработки высокотехнологичных систем и интеллектуальных приборов, по цене и надежности ориентированные на использование именно в России.
По оценкам аналитиков рынок умного дома активно развивается. К 2020 году общий объём мирового рынка достигнет $51.77 млрд. В период с 2013 по 2020 года среднегодовые темпы роста рынка будут на уровне 17,74 %.
Объёмы российского рынка значительно скромнее. В 2012 году объём рынка у нас в стране превысил 56 млн евро или 2,3 млрд рублей. В 2013 году по предварительным оценкам рынок вырос на 30 % — до 65 млн евро или почти 3 млрд рублей. К 2017 году его общий объём может достигнуть 176 млн евро или 7,9 млрд рублей.

## Технологии автоматизации зданий

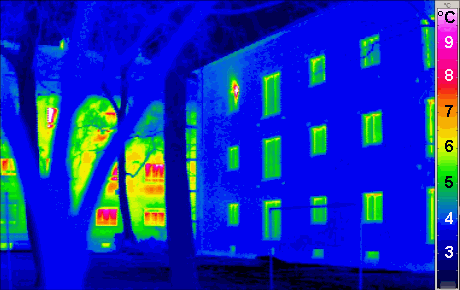
Фотография в инфракрасных лучах показывает, насколько эффективна теплоизоляция пассивного дома (справа) по сравнению с обычным домом (слева)

Под термином «умный дом» обычно понимают интеграцию следующих систем в единую систему управления зданием:
- Системы управления и связи;
- Система отопления, вентиляции и кондиционирования;
- Система освещения;
- Система электропитания здания;
- Система безопасности и мониторинга.

### Система управления
- Управление с одного места аудио-, видеотехникой, домашним кинотеатром, мультирум
- Удалённое управление электроприборами, приводами механизмов и всеми системами автоматизации. Электронные бытовые приборы в умном доме могут быть объединены в домашнюю Universal Plug’n’Play — сеть с возможностью выхода в сети общего пользования.
- Механизация здания (открытие/закрытие ворот, шлагбаумов, электроподогрев ступеней и т. п.)

### Система отопления, вентиляции и кондиционирования
Система отопления, вентиляции и кондиционирования (Heating, Ventilation and Air Conditioning, HVAC) обеспечивает регуляцию температуры, влажности и поступление свежего воздуха. Кроме этого, HVAC экономит энергию за счёт рационального использования температуры среды. Некоторые подсистемы:
- управляемый через сеть кондиционер
- механизмы автоматического открытия/закрытия окон для поступления холодного или теплого воздуха в подходящее время суток

### Система освещения
Система освещения (Lighting control systems, LCS) контролирует уровень освещенности в помещении, в том числе для экономии электроэнергии за счет рационального использования естественного освещения. Некоторые подсистемы:
- автоматика для включения/выключения света в заданное время суток;
- датчики движения для включения света только тогда, когда в помещении кто-то находится;
- автоматика для открытия/закрытия ставней, жалюзи, для регулировки прозрачности специальных оконных стекол;
- дистанционное включение или отключение розеток.

### Система электропитания здания
Системы электропитания обеспечивают бесперебойное питание, в том числе за счет автоматического переключения на альтернативные источники электропитания. Некоторые подсистемы:
- Автоматический ввод резерва
- промышленные ИБП
- дизель-генераторы

### Система безопасности и мониторинга
В систему безопасности и мониторинга входят следующие подсистемы:
- система видеонаблюдения;
- система контроля доступа в помещения;
- охранно-пожарная сигнализация (в том числе контроль утечек газа);
- телеметрия — удалённое слежение за системами;
- система защиты от протечек — автоматическая блокировка водоснабжения при протечке и заливе помещения. Состоит из контролирующего устройства, специальных кранов и датчиков, детектирующих затопление (Аквасторож, Neptun, Гидролок и другие);
- GSM-мониторинг — удалённое информирование об инцидентах в доме (квартире, офисе, объекте) и управление системами дома через телефон. В некоторых системах при этом можно получать голосовые инструкции по планируемым управляющим воздействиям, а также голосовые отчёты по результатам выполнения действий;
- IP-мониторинг объекта;
- имитация присутствия.